# Чэнхуа (император)
Чжу Цзяньшэнь (кит. 朱見濬; 9 декабря 1447 — 9 сентября 1487) — восьмой император Китая с 1464 по 1487 из династии Мин. Девиз его правления был «Чэнхуа» (кит. 成化, Chénghuà «Совершённая перемена»). Посмертное храмовое имя — Сянь-цзун (憲宗).

## Биография

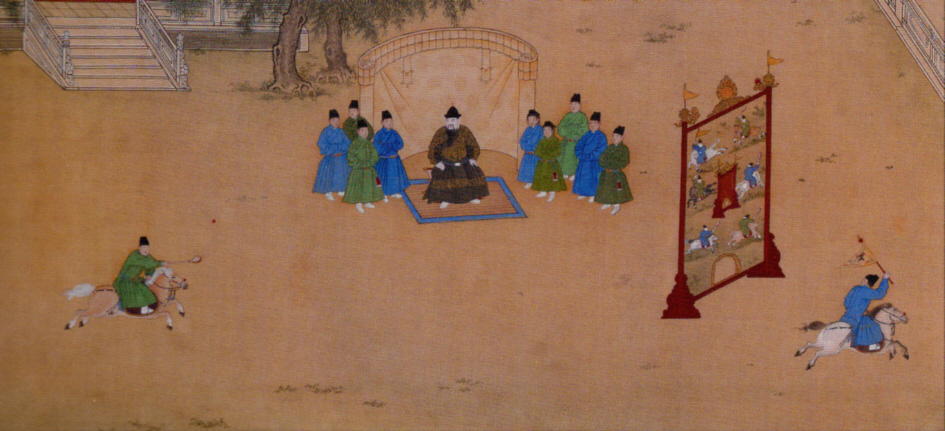
Император Чэнхуа смотрит, как евнухи играют в поло

Старший сын китайского императора Чжу Цичжэня. В 1449 году после того, как его отец Чжу Цичжэнь был захвачен в плен монголами, 2-летний Чжу Цзяньшэнь был лишён титула наследника престола и заключён под домашний арест по приказу своего дяди и нового императора Чжу Циюя. В заключении принц провел семь лет. В 1457 году Чжу Цичжэнь вторично занял императорский престол, а Чжу Цзяньшэнь был провозглашён наследником престола.
В феврале 1464 года после смерти своего отца, китайского императора Чжу Цичжэня, 16-летний Чжу Цзяньшэнь занял императорский престол.
В начале правления Чжу Цзяньшэня правительство проводило новую политику по сокращению налогов и укреплению династии. Однако в последние годы правления Чжу Цзяньшэня управление государственными делами перешло в руки евнухов под руководством Ван Чжи. Крестьянские восстания, происходившие по всей территории государства, были жестоко подавлены. Китайский император Чжу Цзяньшэнь находился под влиянием императорской наложницы леди Ван, которая после его вступления на престол стала его любимой женой.
До 1475 года был вынужден вести пограничные войны с монголами и ойратами. Для успешной борьбы с кочевниками приказал восстановить Великую Китайскую стену, одновременно продлил её в Ордосе на 4500 миль. В 1464—1467 годах правительственные силы вынуждены были бороться с крупным восстанием в провинции Хубэй во главе с кузнецом (по другим сведениям — плотником) Лю. С большим трудом восстание удалось подавить.

Чжу Цзяньшень прославился тем, что любил множество гаремных женщин. Государственные дела он часто перепоручал придворным евнухам, назначая их на ответственные административные посты. При нём была создана новая, в дополнение к уже существующим, карательная служба Си-гуан («Западная ограда»), которая состояла исключительно из дворцовых евнухов. Со временем на императора стала оказывать большое влияние императрица Ван (1428—1487), которая при помощи четырёх дворцовых евнухов фактически стала правительницей империи. Это способствовало распространению злоупотреблений и коррупции. Частыми стали конфискации имущества и земель крупных собственников.
9 сентября 1487 года 39-летний император Чжу Цзяньшэнь скончался, ему наследовал третий сын Чжу Ютан.

## Семья
Китайский император Чжу Цзяньшэнь от жён и наложниц имел четырнадцать сыновей и шесть дочерей.
- 3-й сын Чжу Ютан (1470—1505) стал девятым императором из династии Мин (1487—1505).
- 4-й сын Чжу Ююань (1476—1519) в 1487 году стал Син-ваном и получил в 1494 году во владение Аньлу (провинция Хубэй).
- 5-й сын Чжу Юлунь (1478—1501) в 1487 году стал Ци-ваном и в 1495 году получил во владение Дзань (провинция Цзянси).
- 6-й сын Чжу Юбинь (1479—1539) в 1487 году стал И-ваном и в 1495 году получил во владение Цзяньчан (провинция Цзянси).
- 7-й сын Чжу Юхуэй (1479—1538) в 1487 году стал Хэн-ваном и в 1500 году получил во владение Цинчжоу (провинция Шаньдун).
- 8-й сын Чжу Юшу (1481—1507) в 1487 году стал Юн-ваном и в 1499 году получил во владение Хэнчжоу (провинция Хунань).
- 9-й сын Чжу Ючжи (1481—1545) в 1491 году стал Шоу-ваном и в 1498 году получил во владение Баонин (провинция Сычуань).
- 11-й сын Чжу Юхэн (1484—1541) в 1491 году стал Жу-ваном и в 1501 году получил во владение Вэйхуэй (провинция Хэнань).
- 12-й сын Чжу Юшунь (1485—1537) в 1491 году стал Цзин-ваном и в 1502 году получил во владение Ичжоу (провинция Шаньдун).
- 13-й сын Чжу Юшу (1486—1539) в 1491 году был назначен Жун-ваном и в 1508 году получил во владение Чандэ (провинция Хунань).